# Satsuma (Alabama)
Satsuma é uma cidade localizada no estado americano de Alabama, no Condado de Mobile.

## Demografia
Segundo o censo americano de 2000, a sua população era de 5687 habitantes.
Em 2006, foi estimada uma população de 5991, um aumento de 304 (5.3%).

## Geografia
De acordo com o United States Census Bureau, a localidade tem uma área de 16,9 km², sem área coberta por água.

## Localidades na vizinhança
O diagrama seguinte representa as localidades num raio de 24 km ao redor de Satsuma.